# Tour de Tailàndia femení
El Tour de Tailàndia femení (oficialment anomenada The Princess Maha Chackri Sirindhorn's Cup), és una cursa femenina de ciclisme per etapes que es celebra a Tailàndia des de l'any 2012 durant el mes d'abril. Està integrada dins el calendari femení de l'UCI com a cursa 2.1. a partir de 2016, anteriorment era 2.2. És la versió femenina de la prova disputada pels homes des del 2006, el Tour de Tailàndia.

## Palmarès
| Any  | Vencedor          | Segon                    | Tercer                             |
| ---- | ----------------- | ------------------------ | ---------------------------------- |
| 2012 | Liu Xin           | Mayuko Hagiwara          | Sun Ae Choi                        |
| 2013 | Thuy Dung Nguyen  | Huang Ting-ying          | Wilaiwan Kunlapha                  |
| 2014 | Meng Zhaojuan     | Jutatip Maneephan        | Hsiao Mei-yu                       |
| 2015 | Meng Zhaojuan     | Lauren Kitchen           | Nguyễn Thị Thật                    |
| 2016 | Yang Qianyu       | Huang Ting-ying          | Thi Thi Nguyen                     |
| 2017 | Phetdarin Somrat  | Nguyễn Thị Thật          | Miriam Bjørnsrud                   |
| 2018 | Olga Zabelínskaia | Karina Kasenova          | Gulnaz Badikova                    |
| 2019 | Jutatip Maneephan | Teniel Campbell          | Yūmi Kajihara                      |
| 2020 | Jutatip Maneephan | Supaksorn Nuntana        | Chaniporn Batriya                  |
| 2021 | Chaniporn Batriya | Satinee Juntima          | Jutatip Maneephan                  |
| 2022 | Phetdarin Somrat  | Hannah Seeliger          | Siti Nur Adibah Akma Mohammed Fuad |
| 2023 | Lee Eun-Hee       | Nur Aisyah Mohamad Zubir | Ayustina Priatna                   |
| 2024 | Jutatip Maneephan | Nguyễn Thị Thật          | Claudia Marcks                     |
| 2025 |                   |                          |                                    |